# Scherpe pelsmot
De scherpe pelsmot (Tinea steueri) is een vlinder uit de familie echte motten (Tineidae). De wetenschappelijke naam is voor het eerst geldig gepubliceerd in 1966 door Petersen.
De soort komt voor in Europa.